# Song Sang-hyun
Song Sang-Hyun (송상현?, 宋相現?, Song SanghyeonLR; 21 dicembre 1941) è un giudice sudcoreano della Corte penale internazionale.
Eletto dall'Assemblea degli Stati Parte nel Gruppo degli Stati asiatici, Lista A, l'11 marzo 2003 per un periodo di tre anni, è stato poi riconfermato nel 2006 per un termine di nove anni. I giudici della CPI lo hanno eletto l'11 marzo 2009 presidente della CPI per tre anni e lo hanno rieletto per altri tre anni l'11 marzo 2012.